# 蘇沃火山
蘇沃火山（印尼語：或印尼語：）是一座位於印度尼西亞楠榜省的火山，其破火山口面積為8（5.0英里）×16（9.9英里）。火山的凹地起初由造構運動造成，沿著蘇門答臘斷層線可發現早期的低平火山口與含矽火山穹丘。1933年時此處發生一場大地震，引發蘇沃火山爆發，而此次噴發類型屬潜水蒸气喷发。